# Phinaea pulchella
Phinaea pulchella là một loài thực vật có hoa trong họ Tai voi. Loài này được (Griseb.) C.V.Morton miêu tả khoa học đầu tiên năm 1957.